# Monges Comanadores de Sant Jaume
Les Monges Comanadores de Sant Jaume o Comanadores de l'Orde de Sant Jaume són un orde monàstic femení, dedicat a la vida contemplativa, que és la branca femenina de l'orde militar de Sant Jaume de l'Espasa. El primer monestir femení de l'orde va ser fundat el 1186; avui forma part de la família augustiniana.

## Història
Els cavallers de Sant Jaume van considerar que calia que, en la seva missió de lluita contra els infidels, algú s'ocupés de pregar per l'èxit de les campanyes i fes, per ells, una vida cristiana: "para servicio de Dios y para que con la oración le demos gloria". En crear l'orde, ja es considerava l'existència d'una comunitat femenina que havia de dedicar-se a la pregària contemplativa per l'èxit de l'Orde de Sant Jaume, el treball manual i l'ofici diví.
En la regla, redactada pel futur Gregori VIII en 1171, es considera que l'orde està formada per cavallers, clergues i canonges que els assistien espiritualment i freilas, casades o donzelles, que vivien amb les seves famílies o en comunitat, que ajudaven l'orde mitjançant el rés de l'ofici diví i l'educació de les filles dels cavallers i l'acollida a esposes i filles dels cavallers quan aquests marxaven a la guerra. El papa Alexandre III va aprovar aquesta reglamentació el 5 de juny de 1175 amb la butlla Benedictus Deus in donis suis, però l'orde no s'aprovà canònicament fins al 1215, amb Innocenci III.
La primera fundació va ser la de Santa Eufemia de Cozuelos (província de Palència, monestir que ja existia i que Alfons VIII de Castella va donar en 1186 al mestre de l'Orde de Sant Jaume. Tot i que en començar hi vivien homes i dones sota la direcció d'una comanadora i un prior (el 1195 encara hi ha una comunitat de foeminis et viris), ja abans del segle xiii només hi havia dones. Fou l'establiment més important de l'orde, fins que el 1502 la comunitat es traslladà a Toledo, on l'orde masculí tenia més presència i més possibilitats de protegir i ajudar la branca femenina, al monestir de Santa Fe, on estarà entre 1502 i 1935, traslladant-se llavors al de Santiago el Mayor, encara habitat.
El segon va ésser el de Sant Vicenç de Jonqueres, fundat el 1213 entre Sabadell i Terrassa i traslladat primer a Sabadell (1273) i en 1293 a Barcelona, on subsistí fins al 1810. Havia estat promogut per Teresa de Terrassa i el bisbe de Barcelona com a monestir per a dames nobles. Sembla, però, que la vinculació amb l'Orde de Sant Jaume és posterior, de vers el 1300; en 1234, Jonqueres s'havia associat a un orde petit de la Gascunya, l'Orde de Sant Jaume per a la Fe i la Pau i retia obediència al bisbe de Barcelona. Cap al final del segle xiii o el començament del XIV, l'orde gascó desapareix i Jonqueres es vincula a l'orde castellà.
Cap al 1230 es funda l'únic monestir portuguès de l'orde, a Arruda, traslladat després a Santos-o-Velho (Lisboa) i en 1490 al monestir Novo de Santos. L'hospital de San Mateo d'Àvila estigué habitat per monges entre 1256 i 1300, i per la mateixa època, el de Destriana, a Lleó, de curta trajectòria. Des de 1289 es documenta la presència de monges al convent de Sant Pere de la Pedra, prop de Lleida, que s'havia fundat vers el 1260; la seva inviabilitat econòmica va fer que en 1342, la comunitat s'integrés a la de Jonqueres, ja a Barcelona. L'última fundació medieval va ésser la de Sancti-Spíritus (Salamanca), en 1268, la comunitat del qual es trasllada en 1485 a Llerena (Badajoz).
El 1522 l'orde de Sant Jaume s'havia incorporat, com a orde de cavalleria honorífic a la Corona d'Espanya. Els convents de monges van continuar existint amb la mateixa vida contemplativa i sota la regla de Sant Agustí.

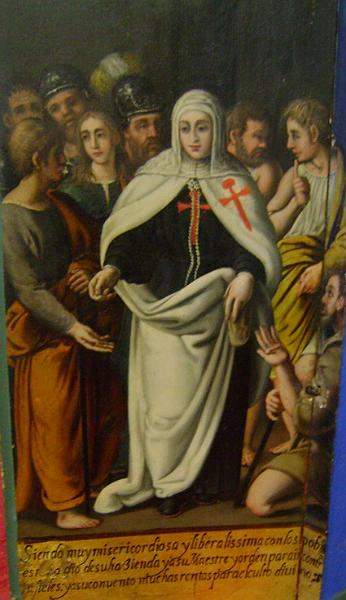
Sança Alfons de Lleó, retaule del s. XVI, mostrant l'hàbit de l'orde
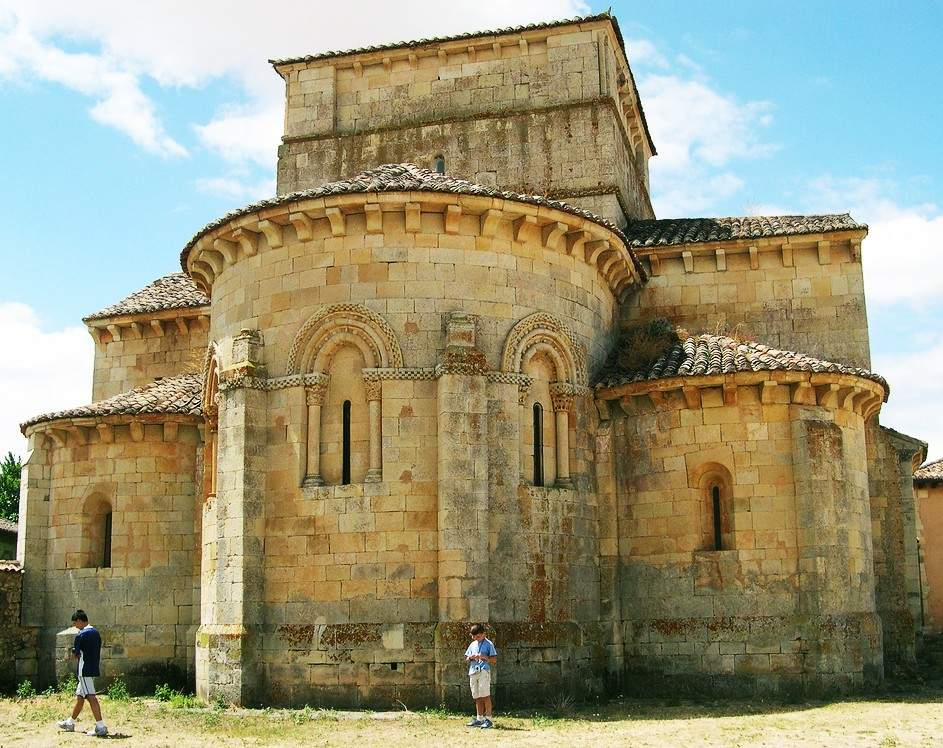
Santa Eufemia de Cozuelos, Palència, primer monestir de l'orde
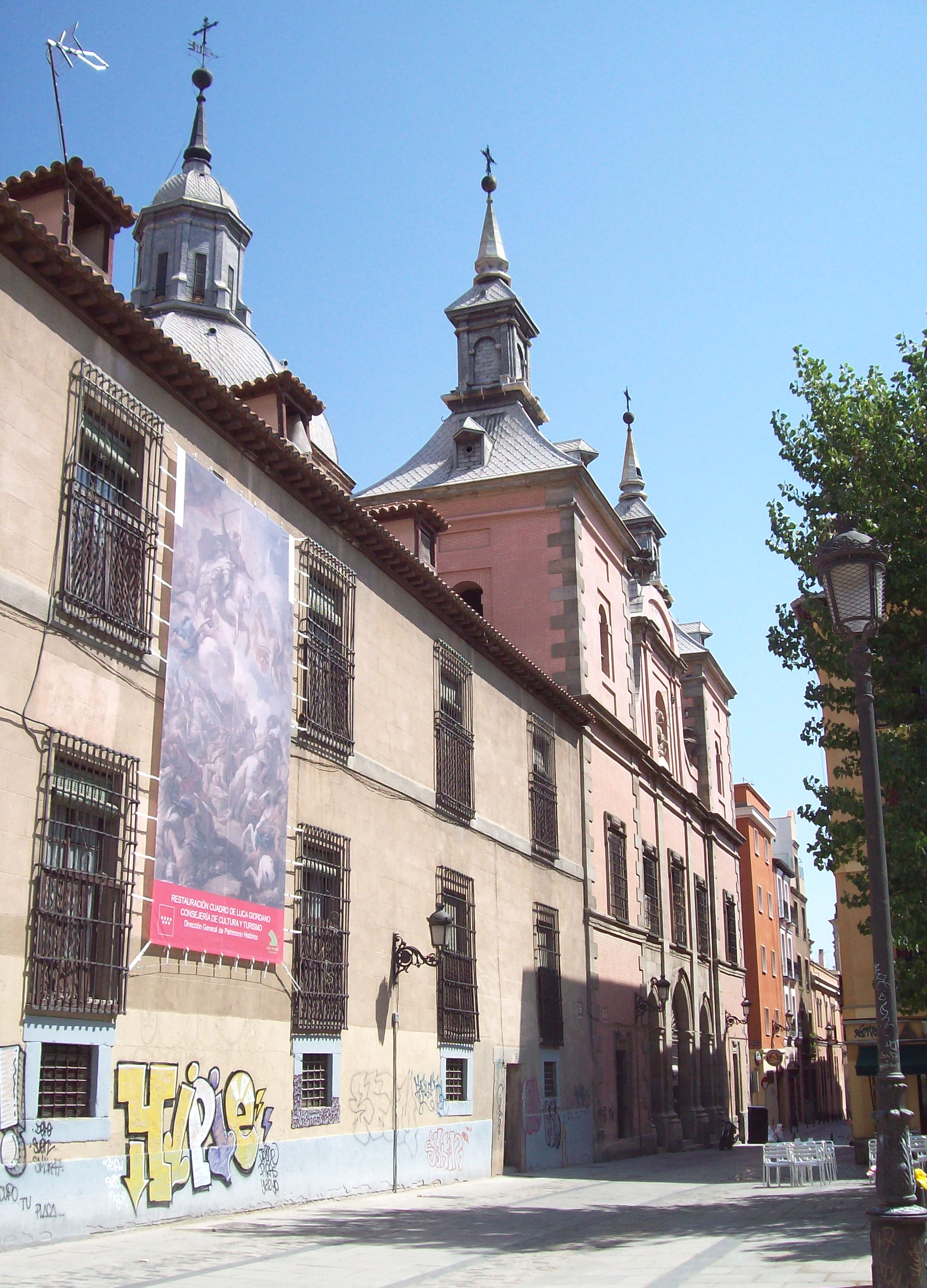
Església i monestir de les Comendadoras de Santiago de Madrid.
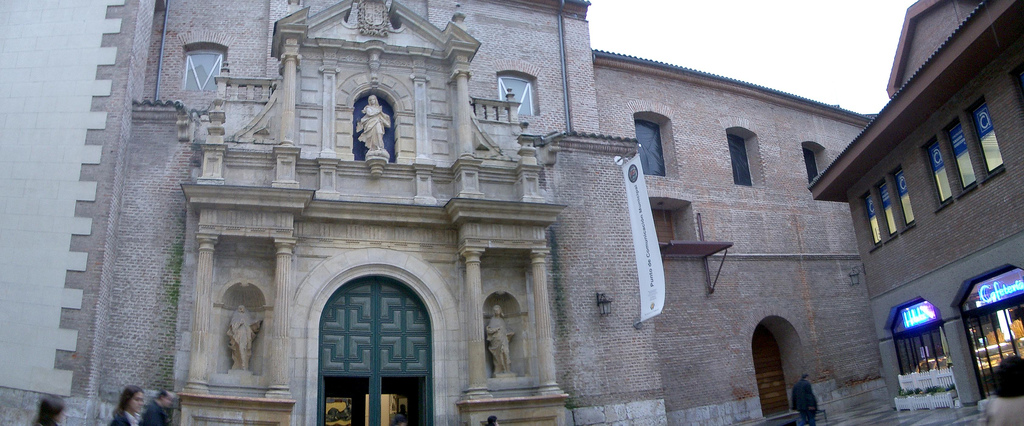
Església de l'antic convent de Santa Cruz de Valladolid.

## Característiques
El prestigi de l'orde feia que les monges vinguessin habitualment de grans famílies de la noblesa o amb molts recursos, aportant als monestirs grans dots i rendes. A més, només s'admetien dones cristianes, sense antecedents jueus ni conversos, de família noble o de cavallers. Les monges no treballaven i s'hi vivia de les rendes de les terres i els dots i donacions. Sovint, però, els cavallers de l'orde que administraven els monestirs aprofitaven els béns de les comunitats femenines per al profit de la branca masculina, empobrint-los.
Les comunitats femenines depenien del mestre de l'orde, que delegava les seves funcions en algun comanador i, a partir d'un moment, en la comanadora major o superiora del monestir. En 1627, la superiora havia d'ésser professa, amb quaranta anys i una antiguitat a l'orde de deu anys; el càrrec era triennal, elegit per les monges però aprovat pel mestre de l'orde, i entenia en assumptes espirituals, materials i jurídics. A banda, hi havia una sotscomanadora i càrrecs com els de sagristana, portera, infermera, mestra de novícies o cuinera.
Les monges rebien el nom de freilas durant el noviciat. El nombre variava de convent a convent: en 1627, a Santa Fe de Toledo n'hi havia 51, 60 a Salamanca, 40 a Granada, 29 a Valladolid… Cada postulant aportava el seu dot, dues parts de la qual es destinaven com a renda per al monestir, i la tercera per a reparacions i altres necessitats de la casa. Fins al 1480, el vot de castedat s'entenia com a de castedat conjugal i vot simple: només el guardaven les donzelles, i les casades en absència del seu marit. Des del capítol general d'Ocaña de 1480, però, només es permetia que professessin solteres o vídues.
La regla no era tan rigorosa com en altres ordes: es permetia el consum habitual de carn, llevat dels dejunis i abstinència de precepte i dues quaresmes anuals, l'habitual i una abans de Nadal. Només es feia dejuni a pa i aigua els divendres, entre Sant Miquel (29 de setembre) i la Pentecosta. A partir del 1627 es prescriu la clausura absoluta.

## Activitat i difusió actuals
Les Comanadores de Sant Jaume són, avui monges de fan vida contemplativa, dedicada a la pregària i l'ofici diví, el culte a l'Eucaristia i la Mare de Déu en la seva advocació de la Immaculada Concepció. Mantenen als monestirs de Madrid i Toledo llars d'infants i col·legis per als més petits, als que donen acolliment i educació.
En 2010, l'orde té tres monestirs habitats: Santiago el Mayor de Madrid, en funcionament ininterromput des de 1650; Santiago Apóstol de Toledo (amb 30 monges en 2010) i el de la Madre de Dios de Granada.
El 14 de novembre de 1975, els tres monestirs van formar la Federación de la Orden de las Comendadoras, compartint així recursos, béns i personal.